# Rocca di Solutré
La rocca di Solutré (in francese roche de Solutré) è un affioramento calcareo situato 8 km a ovest di Mâcon, in Francia, che domina il comune di Solutré-Pouilly. È un sito iconico nel dipartimento di Saona e Loira, nel sud della regione Borgogna-Franca Contea.
Protetto dalla legge francese sui sites naturels classés e ad oggi individuato come grand site national, è famoso, conosciuto e studiato per numerosi aspetti di interesse: rappresenta un particolare fenomeno geologico della regione; è un sito preistorico dell'omonima facies e sulla sua cima, che culmina a 493 metri s.l.m., ospita un habitat specifico, la prateria calcarea di Mâcon, con la sua flora e fauna distintive.
Frequentata dall'uomo da almeno 55.000 anni, è anche la culla della denominazione del vino Pouilly-Fuissé. Ha attirato l'attenzione dei media a partire dagli anni '80, in conseguenza dell'ascensione rituale alla vetta che il presidente francese François Mitterrand svolgeva una volta all'anno, insieme a numerosi amici.

## Ambiente fisico

### Geologia
Durante l'era mesozoica, mari caldi ricoprirono la regione, come dimostrano gli abbondanti fossili che vi si trovano. La rocca di Solutré, come la vicina rocca di Vergisson, fu creata da altipiani corallini fossilizzati che si svilupparono circa 160 milioni di anni fa in questi mari.
In epoca cenozoica, la Borgogna orientale subì gli effetti dell'innalzamento alpino, mentre le Alpi si sollevavano, il bacino della Saona sprofondava. Allo stesso tempo, alcuni altipiani si alzarono a ovest della pianura, successivamente inclinandosi verso est.
Poiché questi processi riunirono morfologie di diversa composizione naturale, l'erosione agì su di esse in modo diverso. Mentre il paesaggio circostante si modellò dando forma a colline arrotondate, le rocche di Solutré e Vergisson furono erose come falesie ripide sul loro lato ovest, in contrasto con i dolci pendii del versante orientale.
Le attività umane che si sono succedute intorno e anche direttamente sulla rocca di Solutrè hanno avuto un impatto notevole sul suo aspetto attuale così come sulla sua evoluzione.

### Fauna e flora
Gli utilizzi umani del territorio intorno e sulla rocca di Solutré hanno avuto un evidente impatto sul suo aspetto e, oltre a ciò, sulla sua evoluzione. Dal disboscamento dell'originaria foresta gallica all'impianto delle prime viti, dalla policoltura dell'epoca contemporanea all'attuale monocoltura vinicola, il paesaggio si è formato e modificato nel tempo.
L'eliminazione da parte dell'uomo della vegetazione sulla vetta e sul versante est in dolce pendenza della rocca di Solutré hanno contribuito a creare un ambiente specifico, quindi a mantenerlo nel tempo mediante usi pastorali. Infatti, fino alla metà dell'800, le mogli dei contadini conducevano i loro greggi di capre su questi appezzamenti circondati da muretti a secco. L'attività di pascolo, oltre alla pratica dell'incendio controllato, hanno mantenuto la prateria secca che vi si è sviluppata e che ospita molte specie vegetali e animali rare o protette, che vi trovano la loro presenza più settentrionale.
Le praterie calcicole del Mâconnais, note anche come "prati calcarei", sono presenti anche sulla sommità delle altre quattro montagne formatesi contemporaneamente (da nord a sud: Monsard, Mont de Leynes, rocca di Vergisson, e infine, a sud di Solutré, il Mont de Pouilly) e fanno parte delle aree sotto tutela naturalistica della Rete Natura 2000. Infatti, con l'abbandono postbellico del pascolo, ha preso avvio la colonizzazione secondaria da parte di specie arbustive e arboree come il bosso, il ginepro e la roverella.
Grazie all'influenza del clima, della morfologia dei rilievi, degli usi umani, vi sono soddisfatte numerose condizioni che favoriscono la proliferazione di specie vegetali e animali notevoli e rare.

#### Flora
La rocca di Solutré ospita varie specie particolari: Inula montana, Coronilla emerus, Bombycilaena erecta, varie specie di orchidee selvatiche e ancora Hippocrepis comosa.
Tra le specificità botaniche di questo sito, vi è la convivenza di specie montane e mediterranee: varie specie di Festuche e Carici, Bromus erectus, Helianthemum canum, Silene italica, Rubia peregrina, Sesleria caerulea, e ancora garofanini (genere Dhiantus) e varie specie di Sedum e Saxifraga.

#### Fauna
Gli uccelli includono l'ortolano, l'assiolo comune, il succiacapre, il biancone, l'albanella reale e la tottavilla. Tra gli insetti che si possono trovare distinguiamo: il podalirio, la mantide religiosa e le locuste.

### Paesaggio

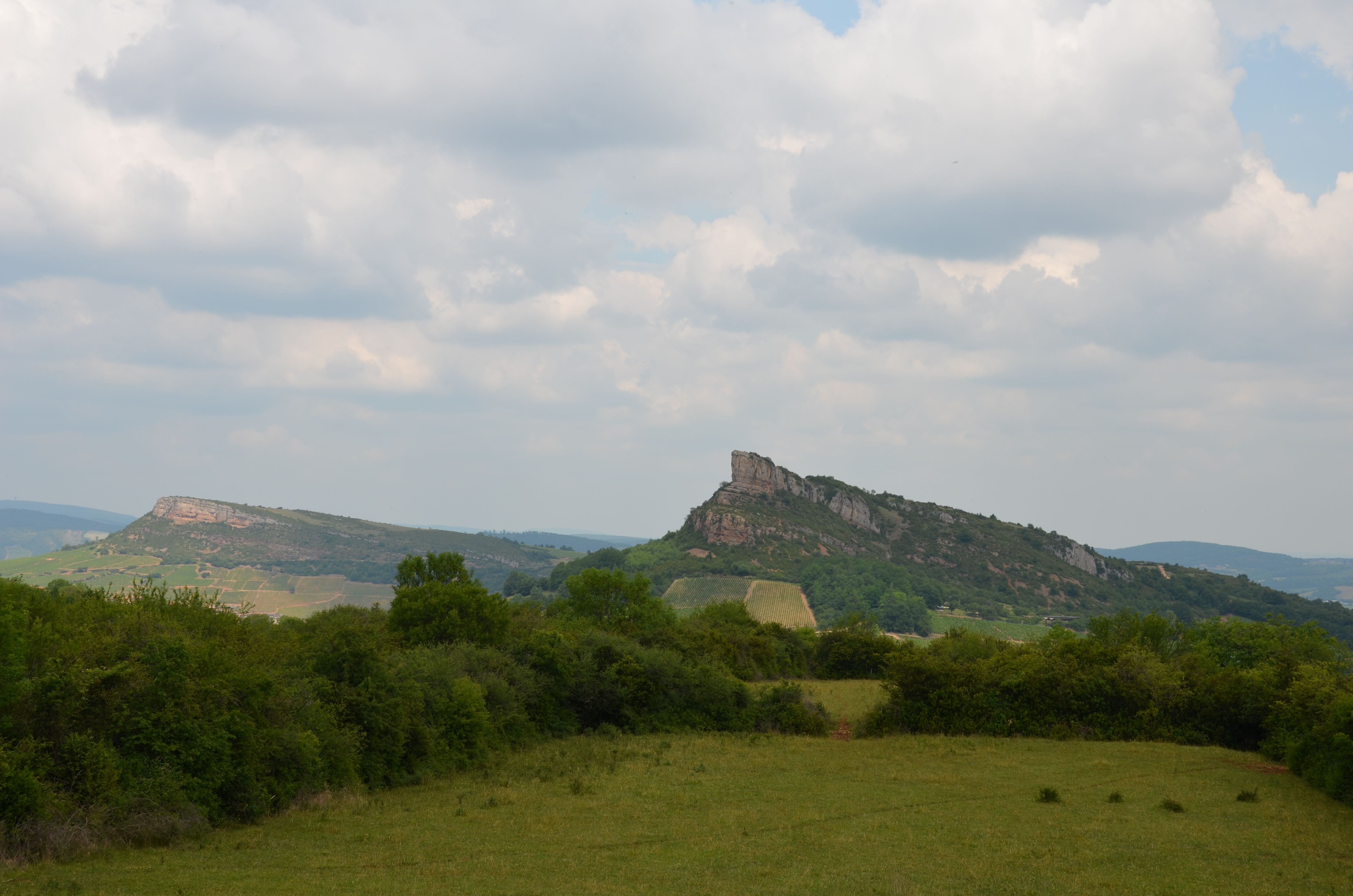
La rocca di Solutré (a destra) e la rocca di Vergisson (a sinistra).

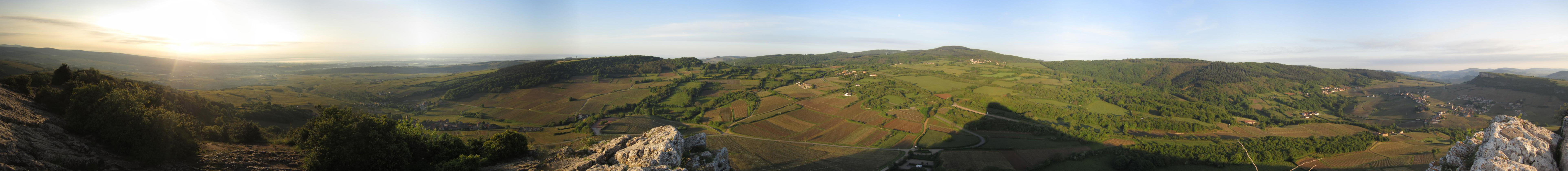
Vista a 360° dalla cima della rocca di Solutré.

Circondata da vigneti, la rocca ospita un paesaggio vario e spettacolare, dall'alto del suo sperone roccioso o dei suoi pendii erbosi.
La pianura della Saona si estende ad est, con vista sul Mâconnais in primo piano, più lontano la Bresse e la Dombes (Ain) e sullo sfondo la catena del Giura fino al Monte Bianco, visibile solo, però, in condizioni climatiche di buona visibilità.
Nelle altre tre direzioni la campagna è meno aperta e delimitata dalle linee e dalle creste delle colline circostanti, con vigneti, villaggi e insediamenti tipici del Mâconnais, in particolare:
- a nord tra colline e vigneti, il villaggio di Vergisson e la rocca omonima;
- a ovest, la strada romana, e oltre, un'area mista di vigneti, boschetti e foreste;
- a sud, il villaggio di Solutré-Pouilly e il Mont de Pouilly.[senza fonte]

## Storia

### Preistoria
Il sito preistorico di Solutré è uno dei più ricchi d'Europa, per ossa e resti litici. In seguito alla sua scoperta, la rocca diede il nome a una facies culturale del Paleolitico superiore, il Solutreano.

#### Cronologia delle ricerche

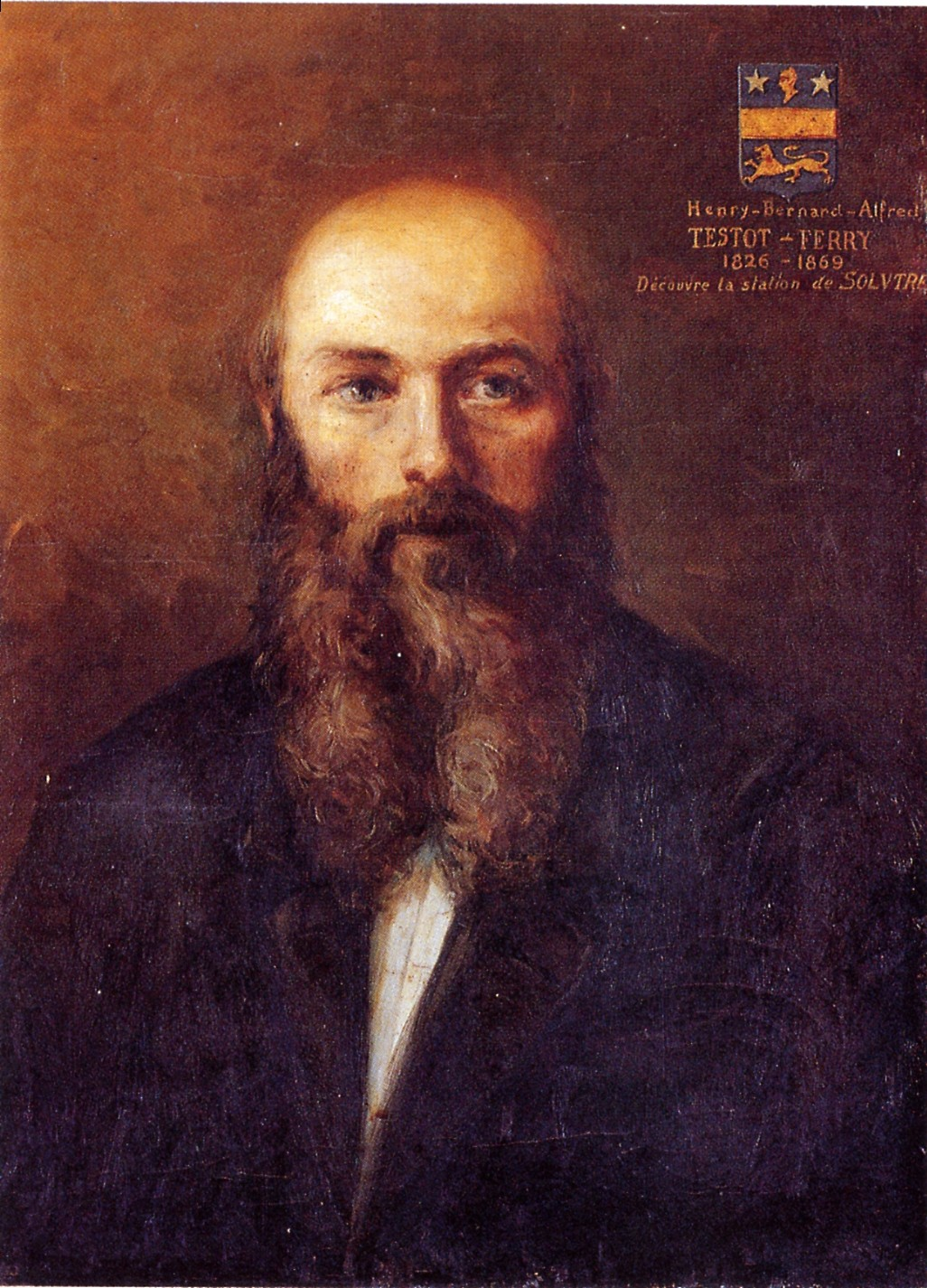
Henry Testot-Ferry

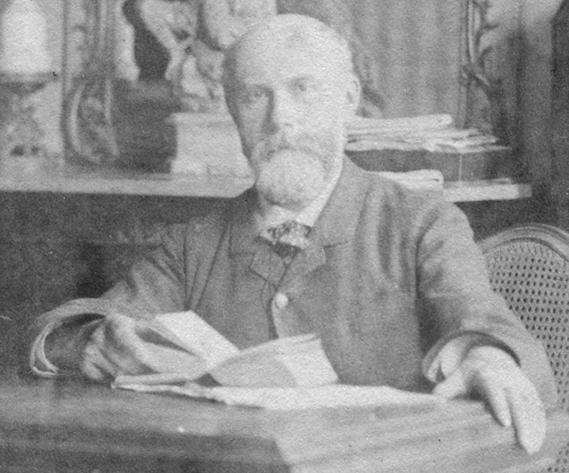
Adrian Arcelin

Gli scavi ai piedi della roccia iniziarono nel 1866, in un luogo chiamato "Cros du Charnier", sull'affioramento di ossa di cavallo, che nessuno immaginava all'epoca essere resti preistorici (la paleontologia era all'epoca una scienza nascente).
Molto rapidamente, Henry Testot-Ferry scoprì l'area dei focolari dell'era delle renne, così come le tombe fatte di lastre grezze. Vennero ritrovati in questi focolari molti strumenti in selce: punte di lancia, variamente foggiate, molte a guisa di "foglia di alloro" e raschietti, ma anche un vero e proprio ammasso di ossa: soprattutto di renna, ma anche di cavallo, elefante, lupo preistorici e leoni delle caverne.
Henry Testot-Ferry e Adrien Arcelin decisero quindi di sondare per determinare l'estensione del deposito che avevano portato alla luce e di esaminare con estrema cura tutti i resti rinvenuti. La sfida è comprendere la disposizione e la successione stratigrafica precisa del sito, base fondamentale per stabilire la cronologia.
Nel 1868 l'ipotesi privilegiata è l'esistenza di una postazione di caccia ai piedi della rocca. I due studiosi hanno quindi richiesto la collaborazione di altri specialisti e hanno presentato il loro lavoro in varie conferenze. Solutré si rivela come uno dei più grandi siti preistorici francesi.
Nel 1872, Gabriel de Mortillet, uno dei più importanti paleontologi del suo tempo, decise di denominare i periodi della Preistoria con il nome di siti preistorici dove sono particolarmente ben rappresentati. Ecco come appare il termine "solutreano".
Successivamente furono eseguiti molti scavi, il sito archeologico rimane oggi ancora parzialmente inesplorato e protetto.
La rocca di Solutré è, con la pietra chiamata "Guenachère" di Saint-Émiland, il "Vieux Tilleul" di Sagy, il cedro di La Chaux a Cuisery e la roccia chiamata "La Pierre-Qui-Croule" visibile a Uchon, il sito essendo stato il più antico classificato nel dipartimento di Saône-et-Loire (con decreto di classificazione del 15 marzo 1909).

#### Un sito di caccia
La posizione e la configurazione dei luoghi, più elevati rispetto alla pianura e alle alture, furono determinanti nella definizione della frequentazione umana. Fornendo riparo e cibo alle mandrie in migrazione, la base della rocca, allora ingombra di ghiaioni, dava anche la possibilità ai cacciatori di tendere trappole (vedi "La leggenda").
Il magma osseo si spiega con il lunghissimo periodo di frequentazione del sito: per più di 50.000 anni vi si sono succedute quattro grandi civiltà paleolitiche.
L'occupazione di questo sito è quindi essenzialmente incentrata sull'attività di caccia, macellazione e affumicatura. Il materiale rinvenuto nel sito è quindi legato a questa attività umana, con molti strumenti, tra cui selci intagliate in foglie di alloro caratteristiche del Solutreano.

#### La leggenda

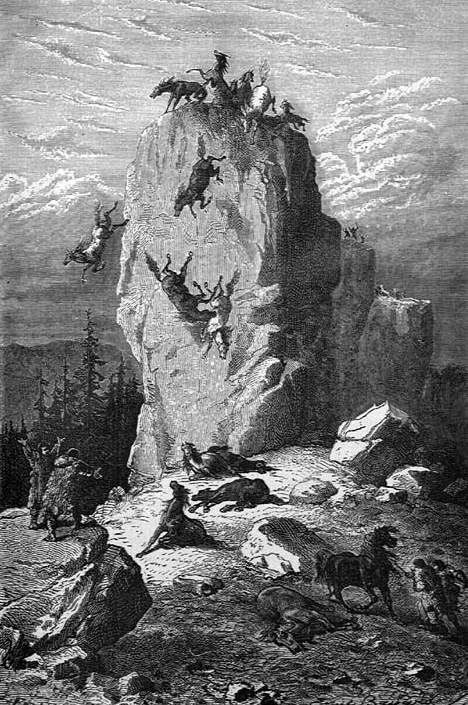
Caccia al cavallo di Solutré, L'Homme primitif di Louis Figuier, 1876

Contrariamente alla leggenda della "caccia all'abisso", gli abitanti preistorici che vivevano nei pressi di Solutré non inseguirono mai i cavalli per spingerli a precipitarsi dall'alto della rocca.
Questa teoria – mai citata nelle pubblicazioni scientifiche di Henry Testot-Ferry – compare in realtà nel romanzo preistorico Solutré ou les chasseurs de rennes de la France centrale di Adrien Arcelin: si tratta quindi di una finzione letteraria che l'immaginario popolare ha fatto propria e tramandata come verità. L'incongruenza di questa ipotesi può essere facilmente dimostrata mediante varie considerazioni scientifiche, la principale delle quali chiama in causa la notevole distanza tra la posizione delle ossa e la sommità della rocca.

#### L'uomo
Henry Testot-Ferry e Adrien Arcelin hanno anche scoperto resti umani a Cros du Charnier. Infatti, durante l'intero periodo di scavo – dal 1866 al 1925 – sono stati trovati quasi 70 scheletri.
Se, durante i primi scavi, questi individui sono stati considerati preistorici (Aurignaziano, Neolitico), sembra invece ormai quasi certo che questi scheletri siano effettivamente storici. Si tratterebbe infatti, a seconda delle diverse datazioni effettuate, di Burgundi (alto medioevo) o di Merovingi.
Paradossalmente, nonostante il sito risulta occupato durante tutti i periodi del Paleolitico superiore, solo il Solutreano non ha restituito resti umani. Finalmente, però, un anno dopo l'inizio degli scavi effettuati nel sito di Solutré nel 1866, uomini di Cro-Magnon, contemporanei di coloro che crearono gli strumenti e cacciarono a Solutré, furono scoperti a Eyzies da Louis Lartet.

#### Museo della Preistoria di Solutré

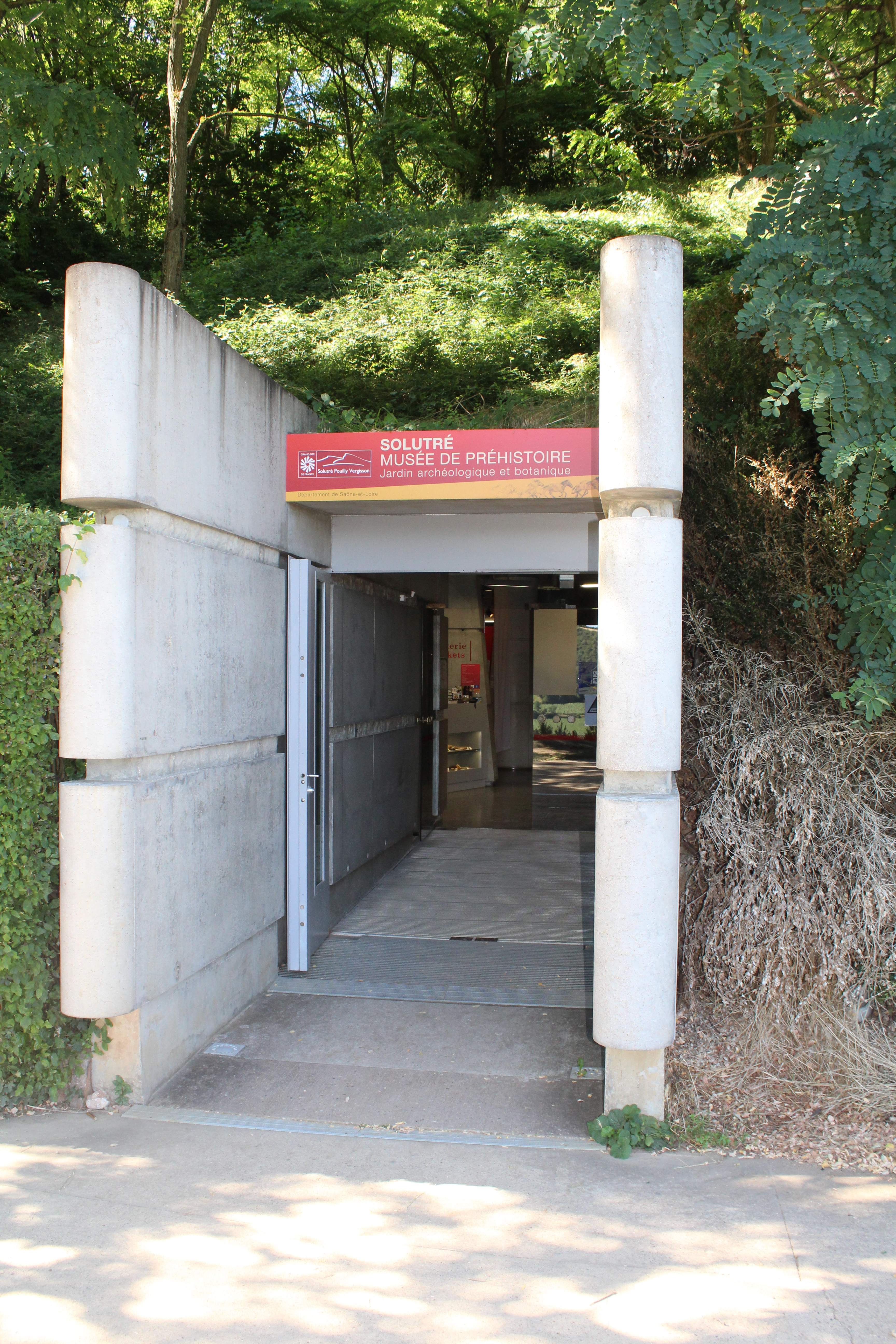
Entrata del Museo della Preistoria di Solutré

Ai piedi della rocca si trova il Museo della Preistoria, una struttura progettata dall'architetto strasburghese Guy Clapot, finanziata dal Consiglio generale della Saona e Loira e inaugurata nel maggio 1987 da François Léotard. A causa dei vincoli e delle misure di protezioni in vigore sul sito, il museo è posto sotto una cupola artificiale, ricoperta di piante e quindi appena visibile da lontano. Il museo espone, nei luoghi delle loro scoperte, le collezioni di questo importante sito, nonché modelli che ricostruiscono scene di caccia e mostre temporanee su argomenti legati all'archeologia, alla preistoria o all'etnografia e che più recentemente hanno integrato l'arte contemporanea.
Dal 26 maggio 2013, il sito ha ricevuto il marchio Grand site de France e le mostre temporanee si estendono fino a un edificio ubicato nel sito, che permette anche di mangiare, riposare e di realizzare laboratori per i bambini (pittura preistorica, ingraticciata, macinazione del grano, filatura della lana, eccetera...).

### Tempi antichi
Troviamo tracce di due importanti ville gallo-romane nei dintorni della rocca: una, Solustriacus, ha dato il nome al villaggio di Solutré. L'altro si troverebbe tra la roccia e il vicino villaggio di Vergisson. Anche l'ampio poggio appiattito che collega i piedi della rocca al villaggio di Vergisson si ipotizza possa essere un'antica strada romana (così chiamata nell'uso locale).

### Periodo medievale
La preistoria ha spesso avuto la precedenza sulla storia medievale della rocca di Solutré. Tuttavia, una imponente roccaforte, considerata una roccaforte dei banditi, occupava la vetta di Solutré.
La costruzione di questo castello, dotato di un massiccio mastio merlato, è attribuita a Rodolfo di Francia (930). Il capitolo di Saint-Vincent de Mâcon ne divenne successivamente proprietario, in seguito alla donazione del vescovo di Mâcon Ador (970), che lo ebbe dalla sua famiglia.
Nel 1231, il castello fu conquistato a favore di Jehan de Braine, conte di Mâcon, da uno dei suoi cavalieri di nome Guy Chevrier, che fu immediatamente scomunicato dal vescovo di Mâcon, Aymon. Il castello era stato precedentemente acquistato dal vescovo di Mâcon dal cavaliere Ponce de Mont-Saint-Jean, per 300 marchi d'argento e un cavallo di 11 kg. Il Castello fu successivamente donato dal vescovo ai canonici di Mâcon, che ne presero possesso come affittuari del dominio del re.
A seguito di una tregua firmata a Mâcon il 4 dicembre 1434, consacrando la presenza borgognona nel Mâconnais, questo castello, l'ultima roccaforte non ridotta nella regione, venne restituito al duca di Borgogna. L'anno successivo, Filippo il Buono, duca di Borgogna, con atto stabilito a Digione il 22 dicembre 1434, ordinò la totale distruzione della fortezza. Tale fu il giubilo popolare per questo annuncio che furono successivamente ritrovati i corpi di alcuni partecipanti alla sua distruzione, uccisi dal crollo sregolato delle mura.
Recenti ricerche tendono a dimostrare che questo castello fosse una residenza nobile e ricca, ma di esso oggi si sa poco.

## Attività

### Viticoltura

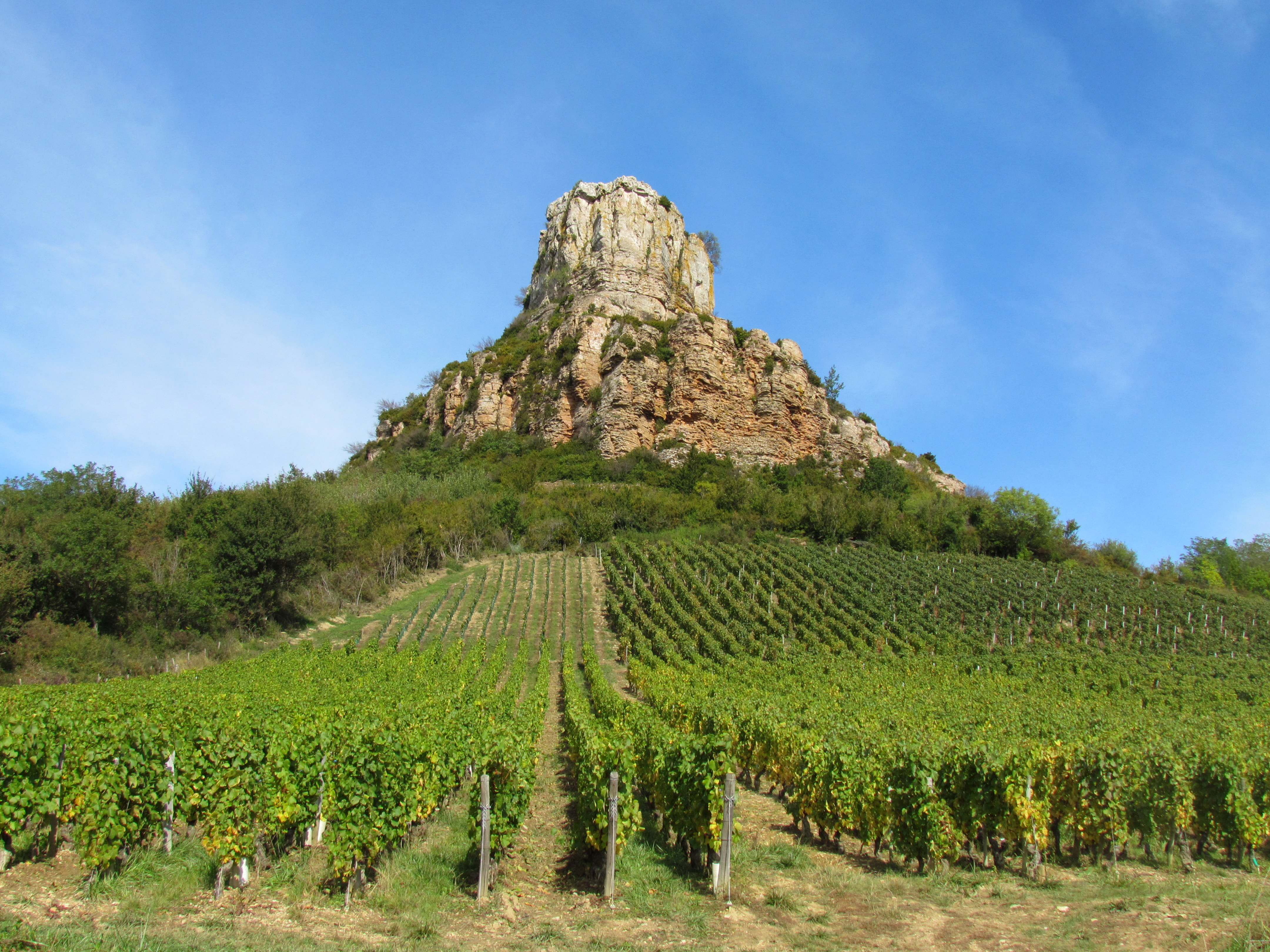
Viti della denominazione Pouilly-Fuissé ai piedi della rocca.

Importata dai romani, la viticoltura fu mantenuta nel Medioevo dai monaci cluniacensi e occupava il perimetro della rocca di Solutré. Le sue fasi di progressione e recessione nel corso dei secoli portavano di volta in volta alla messa in coltura degli appezzamenti o al loro abbandono e modellano il paesaggio.
Questo terroir, prediletto dallo Chardonnay, dà origine a vini rinomati a livello internazionale:
- Mâcon-Solutré (Mâcon-villages);
- Saint-Véran;
- Pouilly-fuissé.

### Tutela dell'ambiente

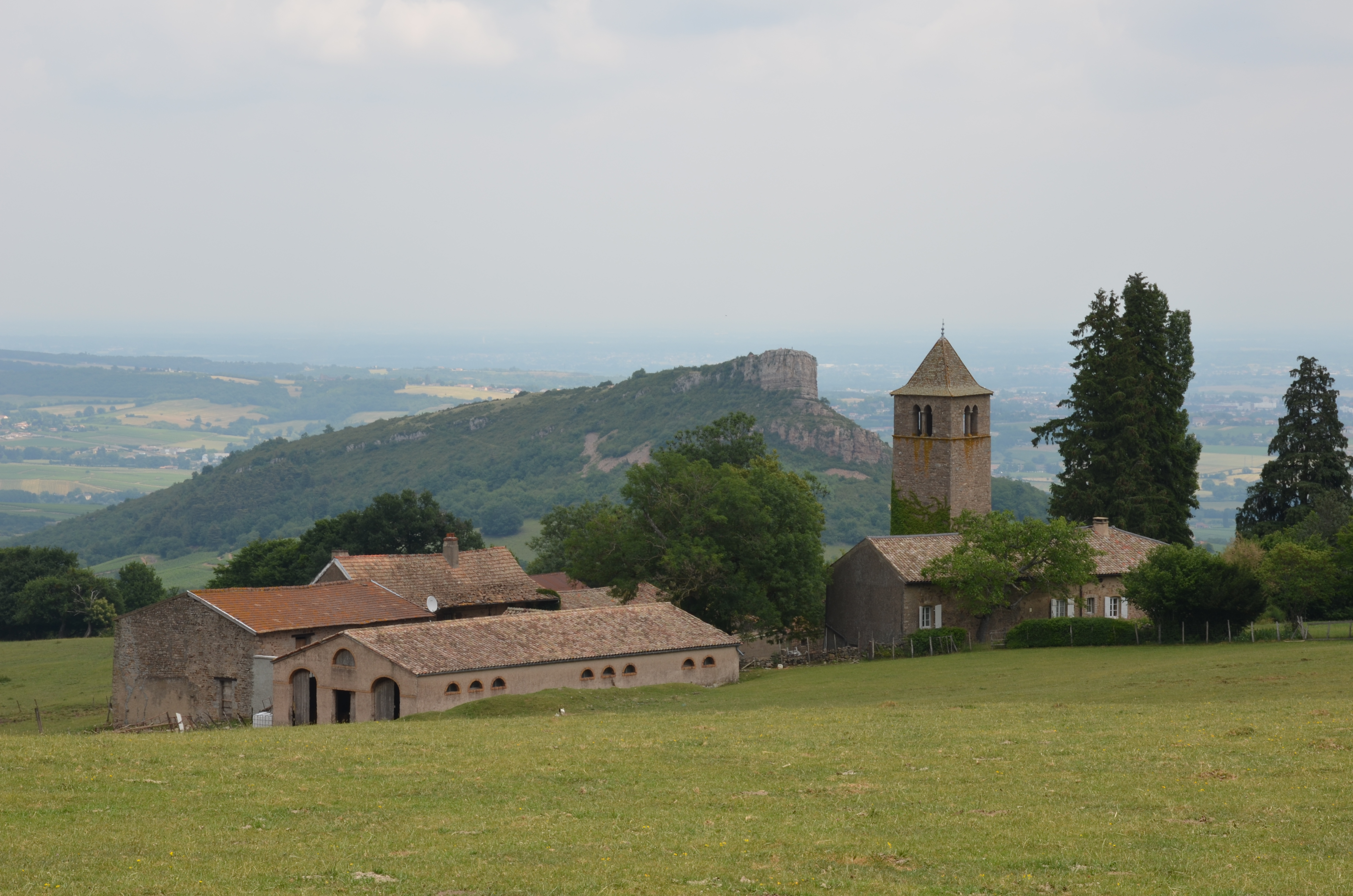
Veduta della rocca di Solutré dalla frazione "La Grange du Bois".

Parzialmente protetto dalla legge del 2 maggio 1930 sulla "protezione dei monumenti naturali e dei siti di carattere artistico, storico, leggendario o pittoresco", per il suo carattere spettacolare e il deposito archeologico che ospita, la rocca di Solutré fa anche parte della rete Natura 2000 ospitando habitat riconducibili alle praterie calcicole. Il regime di protezione si è rivelato insufficiente di fronte alla elevata frequentazione locale e turistica e nei confronti del generale "logorio" a cui è sottoposto il sito, e anche per gli elevati costi di manutenzione, ben superiori alle risorse dei comuni interessati; la rocca di Solutré, quindi, ha costituito a partire dagli anni '90 il centro di un Progetto denominato "Operazione Grande Sito".
Tale status non aggiunge alcun vincolo normativo ma costituisce uno strumento per ripristinare e valorizzare il sito, allestire un'accoglienza, generare dinamiche economiche locali ed infine una gestione sostenibile dell'intera area interessata.
Dal 1995 sono stati effettuati esperimenti per favorire la conservazione del sito (pascolo dei cavalli Konik Polski e lotta contro la colonizzazione dei prati da parte del bosso per esempio), i sentieri sono stati oggetto di manutenzione e ripristino per rendere più sicuro il transito dei visitatori e per arrestare l'erosione di alcuni tratti e il vecchio parcheggio ha lasciato il posto ad uno nuovo, la cui integrazione paesaggistica è quasi totale.

## Nella cultura di massa

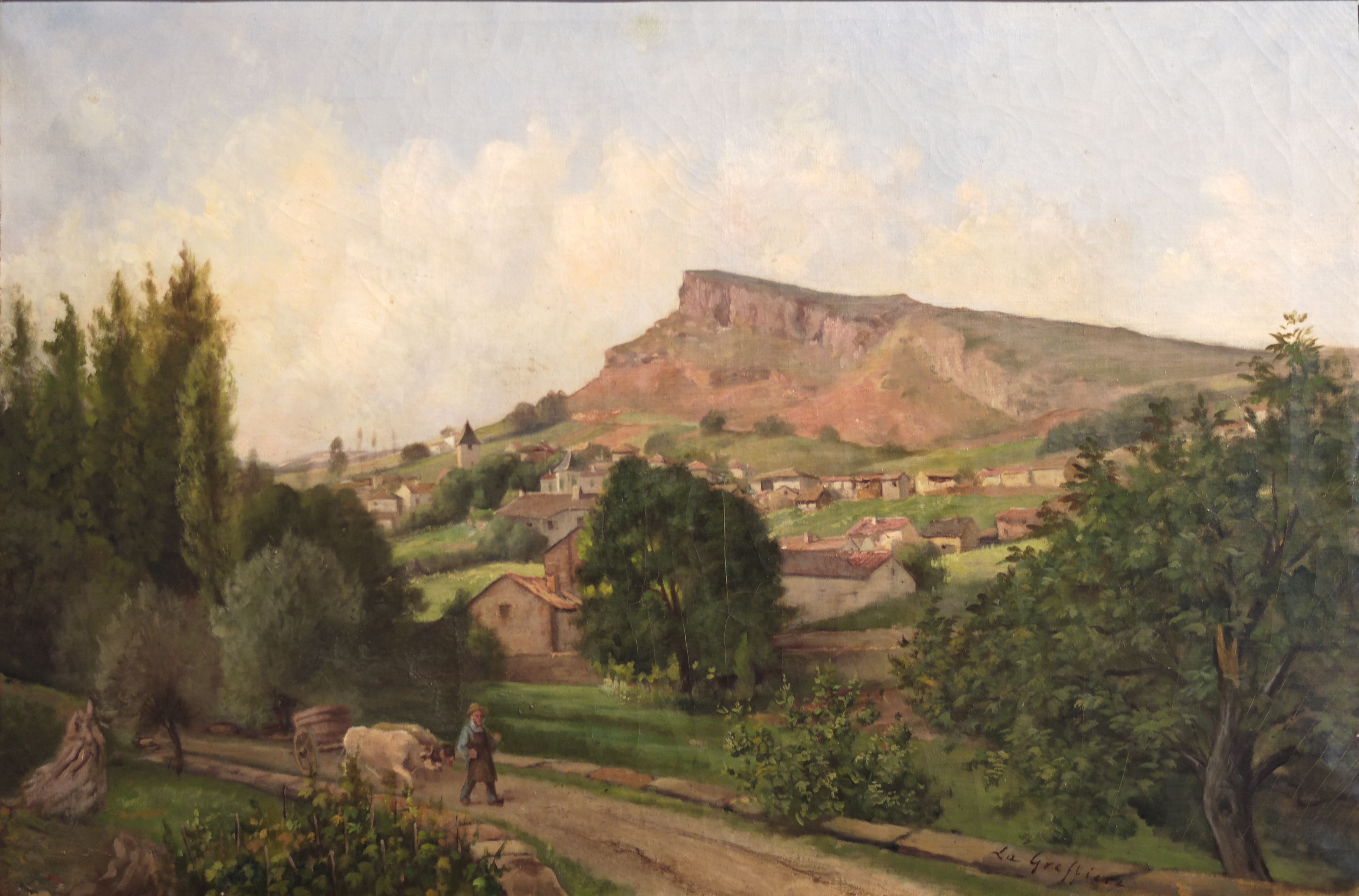
Veduta di Solutré, Alphonse Riballier, Museo delle Orsoline di Mâcon.

Importante luogo della Resistenza interna francese durante la seconda guerra mondiale, la rocca diventerà il luogo di un'ascensione rituale e annuale da parte di François Mitterrand e di alcuni dei suoi amici.

### Citazioni
(Roger Gouze)
(François Mitterrand, La Paille et le Grain)
(Alphonse de Lamartine)
(Michel Houellebecq, Annientare)